# Giuseppe Cesare Abba
Pour les articles homonymes, voir Abba (homonymie).
Giuseppe Cesare Abba (né le 6 octobre 1838 à Cairo Montenotte, près de Savone, Ligurie – mort le 6 novembre 1910  à Brescia) est un écrivain italien et un patriote garibaldien.

## Biographie
À 12 ans, il entre chez les Piaristes à Carcare où il étudie les classiques et la philosophie. Il se passionne pour Foscolo, Prati et Aleardi.
Il s’inscrit l'Académie des Beaux Arts de Gênes qu’il quitte en 1859 pour s’enrôler dans le détachement des Cavalleggeri à Pignerol. Il rejoint Parme en 1860 pour participer à l’expédition des Mille : de Gênes, il embarque pour la Sicile pour combattre à Calatafimi, à Palerme et ensuite à Volturno. Cette expérience sera fondamentale dans sa vie et dans son œuvre.
En 1862, il s'établit à Pise. En 1866, il quitte Pise pour rejoindre à Bari les troupes de Garibaldi à Bezzecca qui préparent une attaque contre l’empire des Habsbourg en passant par la Dalmatie. Ce projet ayant été abandonné, il combat avec Garibaldi à Bezzecca et obtient la médaille d'argent de la valeur militaire.
La troisième guerre d’indépendance terminée, il rentre à Cairo Montenotte où il est élu maire. Il entre en contact avec Giosuè Carducci qui promeut ses écrits. En 1875, il termine l’écriture du roman historique Le rive della Bormida et en 1880, il publie Le Noterelle d'uno dei Mille edite dopo vent'anni. En 1881, il est nommé professeur dans un lycée de Faenza et, à partir de 1884, il enseigne à Brescia.
Il rend hommage à Garibaldi au Capitole à Rome en 1903. En 1910, Giuseppe Cesare Abba est nommé sénateur. Il meurt peu après, le 6 novembre 1910 à Brescia.

## Œuvres
- Le rive della Bormida en 1874, 1875
- Noterelle d'uno dei Mille edite dopo vent'anni, 1880
- Romagna, 1887
- Cose vedute, 1887
- Da Quarto al Volturno. Noterelle d'uno dei Mille, 1891
- Storia dei Mille narrata ai giovanetti, 1904
- Vita di Nino Bixio, 1905
- Vecchi versi, 1906
- Cose garibaldine, 1907
- Ricordi e meditazioni, 1911

## Sources
- (it) Cet article est partiellement ou en totalité issu de l’article de Wikipédia en italien intitulé « Giuseppe Cesare Abba » (voir la liste des auteurs).

## Études
1. L. Balestrero, Gli ultimi scritti giornalistici di G. C. Abba, in « Miscellanea di storia del Risorgimento in onore di Arturo Codignola », Genova, 1967
2. L. Cattaneo, Un manifesto elettorale di Giuseppe Cesare Abba, in « Atti e Memorie della Società Savonese di Storia Patria », Savona, 1968